# Tajadas
 (janvier 2025).
Les tajadas de banane (mûres ou vertes) ou simplement appelées tajadas (en espagnol : tajadas de plátano, tajadas), tajada signifiant "tranche", sont une préparation typique de pays hispano-américains que l'on trouve à Porto Rico, en Colombie, au Costa Rica, au Curaçao, en Équateur, au Salvador, au Guatemala, à Cuba, en République Dominicaine, au Honduras, au Nicaragua, au Panama et au Venezuela. Elles consistent en bananes coupées en tranches allongées ou rondes que l'on frit dans l'huile ou cuit au four. Elles peuvent se consommer en accompagnements d'autres plats ou seules, parfois couvertes de fromage râpé.
Des plats similaires existent en Afrique occidentale et centrale où l'on trouve l'alloco ou le missolé.

## Variations dans les pays

### Colombie
La tajada est l'un des plat les plus commun du pays : elles sont mangées avec de la viande, du riz et des haricots cuits, ou dans la bandeja paisa. Le aborrajado (es) est une variation de la tajada.
Il existe aussi (principalement dans la vallée du Cauca) un dessert appelé tajadas en melao, qui consiste à simplement les macérer en panela. On les mange souvent avec un verre de lait froid.

### Costa Rica
Elles se servent avec un gallo pinto ou avec le casado (es). Elles peuvent aussi se manger avec une natilla et du fromage blanc râpé par dessus.

### Panama
Dans tout le Panama les tajadas de bananes mûres se servent quotidiennement au petit-déjeuner et au dîner, en accompagnant n'importe quelle assiette avec riz, de la viande et des haricots. Elles sont habituellement frites dans l'huile et assaisonnées avec du sel pour balancer le goût sucré des assiettes qui l'accompagnent.
Les tajadas de bananes vertes se mangent au petit déjeuner, accompagnées de diverses fritures, il est commun les servir avec œuf frit.

### Venezuela

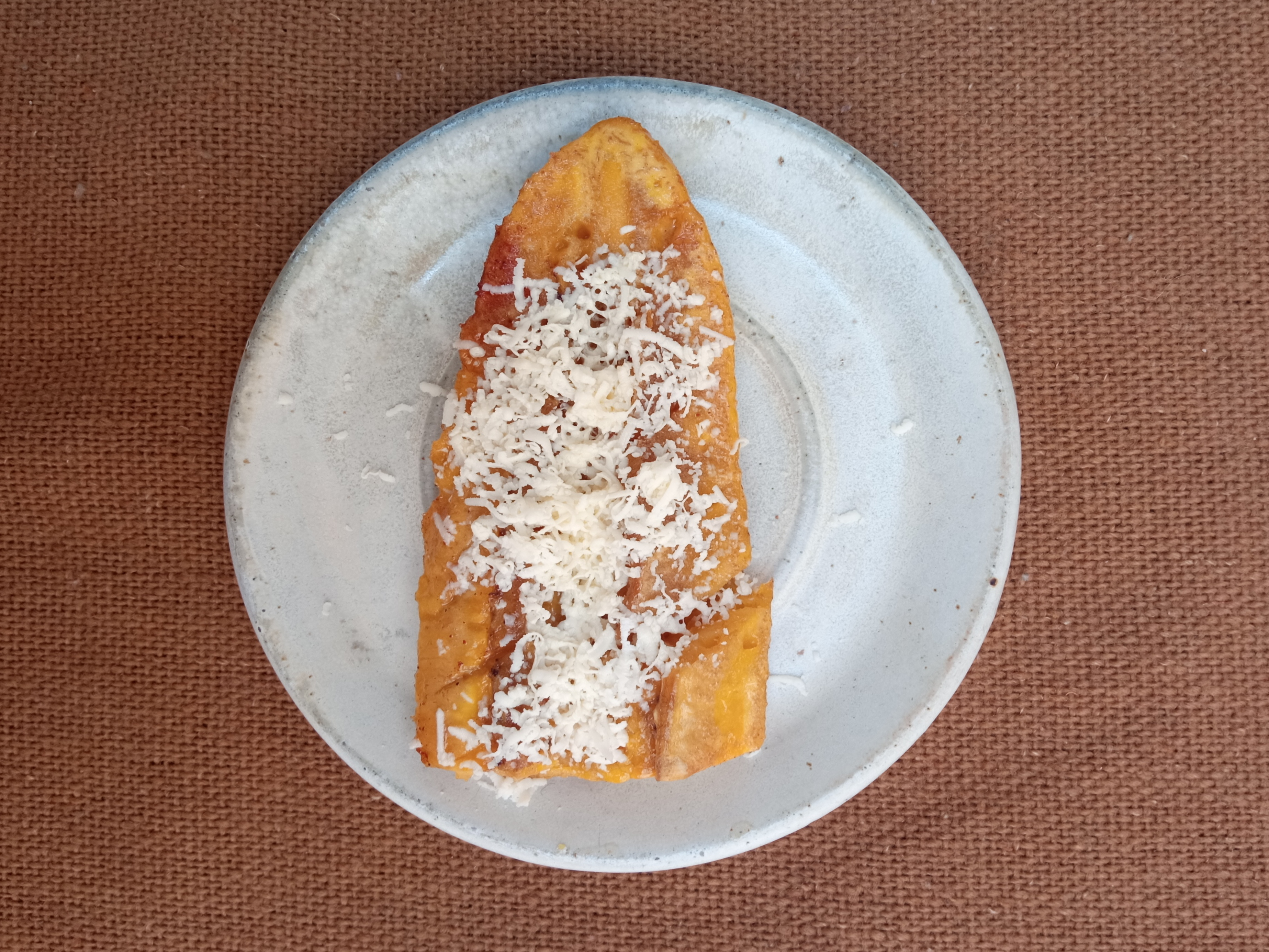
Tajada cuite avec fromage llanero râpé

La tajada de banane mûre fait partie du pabellón criollo. A l'est du pays, la tajada accompagne souvent les différents gateaux de poisson en apportant un goût légèrement sucré typique des assiettes de la région. Elles accompagnent aussi des assiettes comme la tostada caroreña (es).
Elles aussi sont préparées avec de la banane verte et sont appelées tostones dans la majeure partie du pays, à l'exception l'état Zulia où on les appelle patacones.
Un autre plat très connu de l'État Zulia qui se prépare avec des tajadas sont les yoyos de plátano (es) (qui ressemble aux aborrajados colombiens). On met un morceau de fromage entre deux tajadas frites, on les enroule avec un blanc d'oeuf et on frit le tout.
Elles peuvent se manger sans aucun ajout, mais il est très commun de les saupoudrer de fromage blanc dur râpé et elles sont parfois tartinées de margarine.

### Nicaragua
En Nicaragua le mot «tajada» désigne deux préparations.
D'une part les tajadas typiques nicaraguayennes  consistent en une coupe longue de la banane verte, donnant des tranches fines et croustillantes servies généralement avec du fromage.
Et d'autre part les tranches de banane mûre, qui sont semblables aux tajadas classiques.

### Honduras
En Honduras le nom «tajada» fait référence à la banane verte coupée en tranches et frites dans l'huile, dans d'autres pays on appelle parfois cela «patacón» ou «tostón».
Le repas le plus populaire du pays, le «poulet avec des tajadas» (pollo con tajadas), est composé de «tajadas».

### République Dominicaine
En République Dominicaine on utilise le mot «fritos maduros» (frits mûrs)  pour les différencier des tostones ou des tajadas de bananes vertes. Elles se préparent au petit-déjeuner pour donner un goût sucré aux plats.

### Mexique
Au Mexique les bananes les plus mûres se servent frites et peuvent aussi former un dessert avec de la crème et du fromage ou avec du lait concentré ; elles se cuisent au four ou au gril.

## Valeur nutritionelle
La banane contient des minéraux comme le potassium, cependant, la banane mûre frite doit se consommer avec modération, puisqu'en la cuisant, elle va absorber beaucoup d'huile et ainsi la rendre riche en lipides (et donc en calories). Il faut surveiller sa consommation chez les personnes en surpoids ou obèses. C'est aussi très riche en sucre et les personnes diabétiques doivent surveiller leur consommation.